# Gali skambėti keistai
A Gali skambėti keistai a Foje nevű litván együttes harmadik stúdióalbuma, amely 1991-ben jelent meg. Az album a Bomba kiadó által CD-n is megjelent, így ez a litván zene történetének első CD-je.

## Dalok
1. Aš negalvojau išprotėt
2. Niekada
3. Baltam name
4. Upė iš lėto plauks
5. Vėjas
6. Aš negaliu turėt tavęs
7. Amžinas judesys
8. Žodžių reikšmė
9. Vieną kartą Paryžiuj
10. Aš laukiu tavęs
11. Jeigu tu ten buvai
12. Žvakių šviesoje (Christmas version)

A 11.-es és 12.-es dalok csak a CD és MC változaton jelentek meg.

## Közreműködött
- Andrius Mamontovas – ének, gitár, E-Bow, ütőhangszerek, basszusgitár, billentyűs hangszerek
- Darius Burokas – basszusgitár, billentyűs hangszerek, harmonika

Valamint
- Saulius Valikonis – szaxofon
- Loreta Pereit – ének
- Jonas Dainius Beržanskis – producer, hangmérnök
- Jonas Dainius Beržanskis, Paulius Jurgutis – CD-tervezők
- Justas Mamontovas, Audrius Jankauskas – LP-tervezők